# Polizeiruf 110: Die Macht und ihr Preis
Die Macht und ihr Preis ist ein deutscher Kriminalfilm von Hans-Erich Viet aus dem Jahr 2000. Der Fernsehfilm erschien als 222. Folge der Filmreihe Polizeiruf 110. Jürgen Schmidt, der für den verstorbenen Kurt Böwe einsprang, hat hier seinen ersten Auftritt als Robert Dieckmann (später Holm Diekmann) an der Seite von Uwe Steimle als Hinrichs.

## Handlung
Hinrichs befindet sich auf einer Zeremonie auf der Lebensretter, unter ihnen der Politiker Lacleur, drei Obdachlose und Hinrichs, ausgezeichnet werden. Groth, der ebenfalls ausgezeichnet werden soll, fehlt und wird von Hinrichs entschuldigt. Nach der Feier, die Hinrichs auf seinem Fahrrad verlässt, trifft er die drei Obdachlosen, die gemeinsam die Obdachlosenzeitschrift „Berberpost“ vertreiben, im angrenzenden Park und trinkt mit ihnen noch Wein. Währenddessen wird sein Fahrrad von Achim Tänzer, der gerade aus dem Gefängnis ausgebrochen ist, gestohlen und als Fluchtfahrzeug genutzt.
Dr. Stuber stellt Hinrichs Hauptkommissar Robert Dieckmann vor, der aus Hamburg gekommen ist, um die Schweriner Behörde zu optimieren, und übergibt ihm außerdem den Fall „Tänzer“; er soll den entflohenen Häftling wieder aufspüren. Seine Ermittlungen soll er im Wäsche-Geschäft von Tänzers Freundin Beatrice Wiedemann beginnen. Er findet aber unter der Adresse nur ein Geschäft für Elektroartikel vor. Die Verkäuferin kann ihm allerdings weiterhelfen und schickt ihn nach Grimnitz, wo Frau Wiedemann jetzt einen Direktverkauf für Reizwäsche betreibt. Hinrichs muss also nach Grimnitz am See und nimmt auch seine Frau Nina und die beiden Kinder mit, nachdem er vergeblich versucht hat, sie abzuwimmeln.
Beatrice Wiedemann, bei der Tänzer Unterschlupf gefunden hat, trifft in der Straßenbahn die drei Herausgeber der „Berberpost“. Sie ist die Frau, die von den drei Männern gerettet worden war und macht Jaecki, einem der Retter, klar, dass nur Lacleur seinen Nutzen daraus gezogen hat und versucht ihn dazu zu bringen, auszusagen, dass die Rettung nur vorgetäuscht war.
Bei ihrer Ankunft in Grimnitz werden Hinrichs und Nina von Groths Enkelin Juliane empfangen. Hinrichs stellt außerdem fest, dass im Ort demnächst Wahlen abgehalten werden und Lacleur, der mit Hinrichs ausgezeichnet worden war, einer der Spitzenkandidaten ist. Lacleur betreibt Wahlkampf und verteidigt dabei ein von ihm errichtetes Wehr, mit dessen Hilfe der See weiter angestaut werden soll. Außerdem ist auch Beatrice Wiedemann nach ihrer Fluchthilfe wieder im Dorf aufgetaucht. Hinrichs sucht sie auf, um mit ihr über Tänzers Flucht zu sprechen, bricht seine Bemühungen jedoch schnell ab, als ihm Frau Wiedemanns Kundenberatung zu detailliert ausfällt.
Lacleur lauert Beatrice Wiedemann auf und stellt sie zur Rede. Er ist beunruhigt, da sie wieder im Dorf ist, obwohl er ihr einen Laden finanziert hat. Sie erklärt ihm, dass das Geschäft pleitegegangen ist, und versucht, von Lacleur neues Geld zu erpressen.
In der Nacht sabotieren zwei Täter Lacleurs Wehr. Durch den Krach wird Hinrichs alarmiert, kann die Täter allerdings nicht festnehmen und trifft nur auf einen Dorfpolizisten. Von ihm erfährt er, dass in der Nacht auch auf Lacleurs Büro ein Anschlag verübt worden ist. Das Wehr erweist sich am nächsten Tag als schwer beschädigt, wodurch die weiteren Bauvorhaben um Monate verzögert werden. Aufgrund der beiden Anschläge schickt Dr. Stuber Robert Dieckmann zur Verstärkung nach Grimnitz, was dem karrierebewussten Hinrichs zunächst gar nicht gefällt.
Dieckmann und Hinrichs besuchen Lacleur in seinem Büro, erfahren aber nur, dass er die Anschläge für politisch motiviert hält. Hinrichs setzt seine Ermittlungen daraufhin auf dem Katasteramt fort und erfährt, dass die Grundstücke in der Nähe des Wehres jetzt unter anderem Lacleur gehören. Zu den Vorbesitzern der Grundstücke gehört auch Beatrice Wiedemann. Während Hinrichs und Dieckmann Fisch essen gehen, besucht Beatrice Wiedemann Lacleur in seinem Büro, von dem sie aber nach kurzem Geplänkel vor die Tür gesetzt wird. In der Fischgaststätte entdeckt Hinrichs unterdessen ein Foto von Lacleur und Frau Wiedemann. Von der Wirtin erfährt er, dass der dritte Mann auf dem Bild Herr Lundberg ist. Er war der Gewinner der letzten Wahl und ehemalige Verlobte von Frau Wiedemann, ist aber nun aus dem Ort verschwunden. Nach dem Essen werden die beiden Kommissare zu einer Leiche, die im See gefunden worden ist, gerufen, finden aber noch nichts Wesentliches heraus.
Tänzer lauert am Abend Lacleur vor dem Altersheim auf und schießt auf ihn. Tänzer muss jedoch flüchten, da er von zwei Pflegern verfolgt wird, und sein Fluchtfahrzeug, das Hinrichs als sein eigenes Fahrrad identifizieren kann, zurücklassen. Trotzdem wird er nach kurzer Zeit von Hinrichs gestellt. Auch Frau Wiedemann kann Hinrichs kurz vor ihrer Abfahrt noch abfangen. Sie führt ihn zu den zwei obdachlosen Rettern, die Hinrichs die wahre Geschichte erzählen sollen. Diese bleiben aber bei der erfundenen Geschichte, da sie offensichtlich bestochen worden sind.
Hinrichs und Dieckmann konfrontieren Lacleur mit ihren Ermittlungsergebnissen: Bei der Leiche handelt es sich um Ole Lundberg, der die letzte Wahl gewonnen hatte und später während eines Streites mit Lacleur an den Folgen einer vor Jahren nicht behandelten Verletzung starb. Die Zerstörung des Wehrs stellt sich allerdings als Tat einiger Angler heraus, die den Fischbestand im See gefährdet sahen.

## Produktion
Eigentlich sollte Kurt Böwe in diesem Film seinen letzten Auftritt als Kommissar Groth haben. Da der Schauspieler jedoch schwer erkrankte, mussten die Dreharbeiten zunächst verschoben werden. Nach seinem Tod übernahm Jürgen Schmidt seine Rolle als Polizeiruf-Kommissar vorzeitig; er hätte im nächsten Film die Nachfolge Böwes antreten sollen. In dieser Folge heißt er abweichend von den folgenden Filmen Robert Dieckmann und nicht Holm Diekmann.
Der Film geht nur indirekt auf den Tod von Kurt Böwe ein. Bei der Auszeichnung zu Beginn des Films wird Groth lediglich von Hinrichs vermisst: „Herr Groth ist im Moment, leider. – Ich vermiss’ ihn ja auch.“ Später im Film wünscht Hinrichs, Groth wäre an seiner Seite und würde ihm bei den Ermittlungen helfen. Auf seinen Verbleib wird aber nicht direkt eingegangen. Groths Enkelin, die wieder von Gabriele Völsch gespielt wurde, tritt letztmals auf.
Uwe Steimle ermittelt als Jens Hinrichs in seinem 15. Fall.
Die Einschaltquote der Erstausstrahlung lag bei 19,4 Prozent.